# 30 جمادى الآخرة
- السبت
- الأحد
- الاثنين
- الثلاثاء
- الأربعاء
- الخميس
- الجمعة

- 2830 نوفمبر 2024
- 291 ديسمبر 2024
- 12 ديسمبر 2024
- 23 ديسمبر 2024
- 34 ديسمبر 2024
- 45 ديسمبر 2024
- 56 ديسمبر 2024
- 67 ديسمبر 2024
- 78 ديسمبر 2024
- 89 ديسمبر 2024
- 910 ديسمبر 2024
- 1011 ديسمبر 2024
- 1112 ديسمبر 2024
- 1213 ديسمبر 2024
- 1314 ديسمبر 2024
- 1415 ديسمبر 2024
- 1516 ديسمبر 2024
- 1617 ديسمبر 2024
- 1718 ديسمبر 2024
- 1819 ديسمبر 2024
- 1920 ديسمبر 2024
- 2021 ديسمبر 2024
- 2122 ديسمبر 2024
- 2223 ديسمبر 2024
- 2324 ديسمبر 2024
- 2425 ديسمبر 2024
- 2526 ديسمبر 2024
- 2627 ديسمبر 2024
- 2728 ديسمبر 2024
- 2829 ديسمبر 2024
- 2930 ديسمبر 2024
- 3031 ديسمبر 2024
- 11 يناير 2025
- 22 يناير 2025
- 33 يناير 2025

30 جُمادى الآخرة أو 30 جُمادی‌ الثانية أو يوم 30 \ 6 (اليوم الثلاثون من الشهر السادس) هو اليوم الثامن والسبعون بعد المائة (178) من ايَّام السنة (أو التاسع والسبعون بعد المائة لو كان شهر ربيع الآخر مُتممًا لليوم الثلاثين أو الثمانون بعد المائة لو أتم كلاً من صفر وربيع الآخر ثلاثين يوماً) وفق التقويم الهجري القمري (العربي). وهو اليوم الآخير من أيام شهر جمادى الآخرة، ولا يتكرر هذا اليوم لأن الرؤية قد تثبت عند يوم 29. يبقى بعده 176 أو 177 يومًا لانتهاء السنة.

## أحداث
- 199هـ - انتصار محمد بن إبراهيم بن إسماعيل بن إبراهيم بن الحسن بن الحسن بن علي بن أبي طالب، المعروف بابن طباطبا، على والي الكوفة من قِبل الخليفة العباسي المأمون. بعد أن استفحل أمره خاصة بعد انضمام أهل الكوفة والأعراب إليه.
- 559هـ - صلاح الدين الأيوبي يفك الحصار عن حلب ويرحل عنها بعد أن وردته أنباء عن سعي الصليبيين لمهاجمة حمص، فرحل إلى حماة بعد أن نزل الصليبيون مدينة حمص بيوم، ومنها إلى الرستن، فلما سمع الصليبيون بذلك رحلوا عن حمص، ووصلها صلاح الدين؛ فحاصر قلعتها.
- 1400هـ - اغتيال عالم الذرة المصري «يحيى المشد» في باريس، وكان «المشد» هو المشرف على البرنامج النووي العراقي، وكان من العلماء المعدودين في هندسة المفاعلات النووية على مستوى العالم.

## مواليد
- 1309هـ - أحمد محمد شاكر، إمام محدث ونائب رئيس المحكمة الشرعية العليا بمصر.

## وفيات
- 441هـ - الحافظ الصوري، عالم حديث.
- 1400هـ - يحيى المشد، عالم ذرة مصري.

## وصلات خارجية
- موقع قصة الإسلام: حدث في شهر جُمادى الآخرة.